# Жилой посёлок «Преображенское»
Жилой посёлок «Преображенское» — комплекс жилых домов с придомовой территорией в районе Преображенское Восточного административного округа города Москвы, расположенный на Преображенском Валу, д. 24. Всего в жилой посёлок входило шесть домов, один из них (корпус 3) является выявленным объектом культурного наследия.

## История
К 1920-м годам в районе Преображенского Вала было построено и функционировало несколько крупных промышленных предприятий и текстильных фабрик, однако вокруг них сохранялась малоэтажная, преимущественно деревянная застройка, а часть рабочих жила в кельях Преображенского монастыря. Было принято решение о строительстве вблизи заводов рабочих посёлков, в которых располагались бы жилые дома, а также имелась бы инфраструктура.
Жилой посёлок «Преображенское» был готов к 1929 году, он был построен для работников Электрозавода имени В.Куйбышева, Московского электролампового завода и работников завода «Красная заря». Изначально планировалось строительство десяти жилых корпусов, однако построено было только шесть.

## Архитектура
Жилой посёлок спроектирован архитектором И. С. Николаевым, который практически одновременно руководил строительством дома-коммуны на улице Орджоникидзе, совместно с М. М. Русановой в стиле советского авангарда, часто жилой посёлок относят к конструктивистским посёлкам. Основное строительство происходило в 1927—1929 годы, однако последний дом был завершён в 1930 году под руководством архитектора Г. М. Мапа.
Дома сложной формы на границе посёлка и простой формы внутри него образуют систему полузамкнутых дворов. Фасады домов лишены декоративных элементов, однако геометрический рисунок создаётся чередованием горизонтального и вертикального остекления.
В 2006 году два корпуса жилого посёлка были признаны аварийными, в 2014 году проведены реконструктивные работы, часть корпусов выведены из жилого фонда, в других размещены общежития.